# Chrysophana placida
Chrysophana placida är en skalbaggsart som först beskrevs av Leconte 1854.  Chrysophana placida ingår i släktet Chrysophana och familjen praktbaggar. Inga underarter finns listade i Catalogue of Life.